# Heinrich Müller (Gestapo)

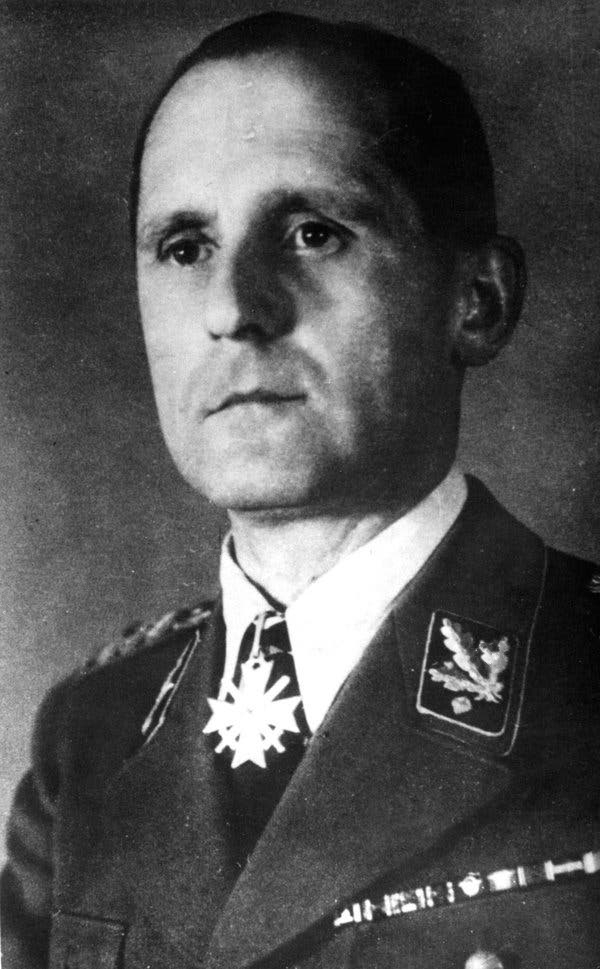
Heinrich Müller

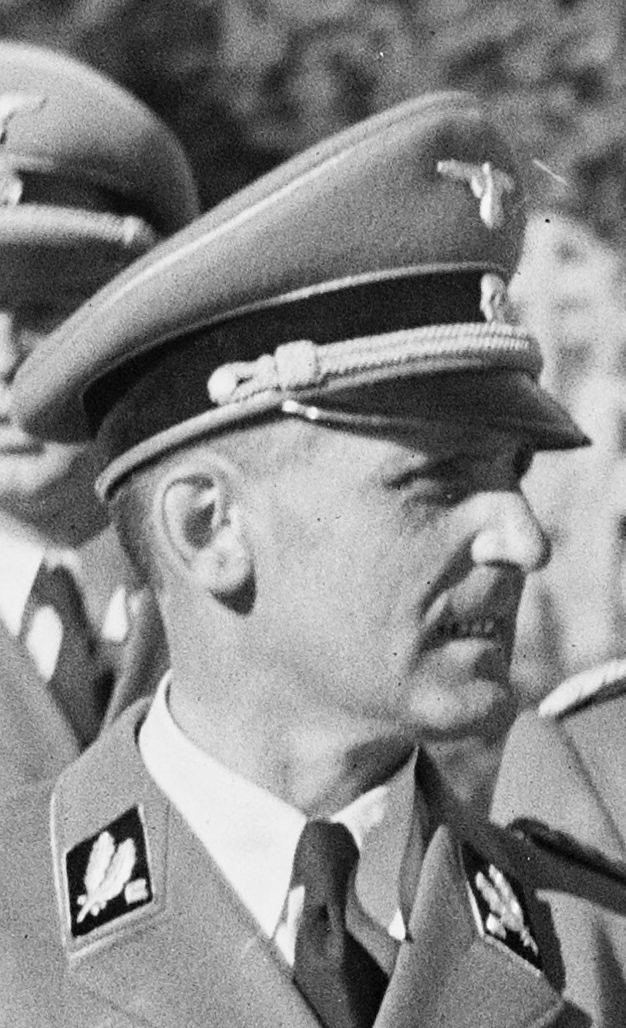
Heinrich Müller (1941)

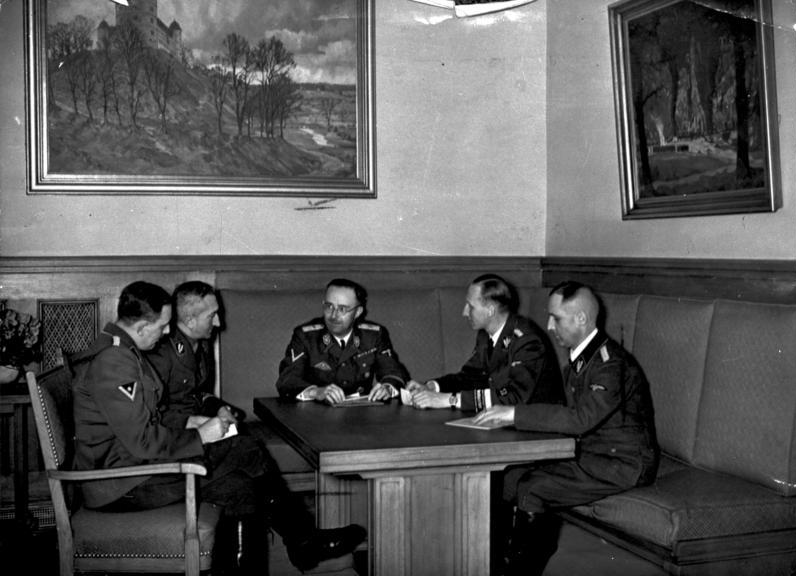
Besprechung über den Bombenanschlag im Bürgerbräukeller in München am 8. November 1939 durch Georg Elser, von links nach rechts: Franz Josef Huber, Arthur Nebe, Heinrich Himmler, Reinhard Heydrich und Heinrich Müller.

Heinrich Alois Müller („Gestapo-Müller“; * 28. April 1900 in München; † vermutlich im Mai 1945; zum 1. Mai 1945 für tot erklärt) war ein deutscher Mitarbeiter der Geheimen Staatspolizei (Gestapo, Amt IV im Reichssicherheitshauptamt (RSHA)) und ab Oktober 1939 Leiter dieser Behörde, zuletzt im Range eines SS-Gruppenführers und Generalleutnants der Polizei.

## Leben
Heinrich Müller wurde in München in eine katholische Familie geboren. Sein Vater Alois Müller war Gendarmeriebeamter. Nach der Mittelschule absolvierte er eine Lehre als Flugzeugmonteur. Seine Mutter war Anna Müller geb. Schreindl.
Müller meldete sich 1917 als Kriegsfreiwilliger zur bayerischen Armee und kam zur Fliegertruppe. Als Flugzeugführer wurde er mehrfach, u. a. mit dem Eisernen Kreuz I. Klasse, ausgezeichnet und 1919 als Unteroffizier entlassen.
Im selben Jahr wurde Müller bei der Polizeidirektion München als Hilfsarbeiter eingestellt. Hier zeigte er großes Bemühen in diesem Tätigkeitsbereich voranzukommen, so holte er 1923 an der Kreisrealschule in München die „Einjährigenprüfung“ nach.
1924 heiratete er Sophie Dischner. Aus der Ehe gingen zwei Kinder hervor: Reinhard (1927) und Elisabeth Müller (1936). Nach der Geburt der Tochter, die das Down-Syndrom hatte, entfremdete sich das Ehepaar allerdings voneinander und lebte seit Ende der 30er Jahre voneinander getrennt. Müller hatte zwischen 1939 und 1945 eine außereheliche Beziehung mit der Bahnbeamtin Anna Schmid.
Die Prüfungen für den mittleren Polizeidienst im Mai 1929 hatte er als erster mit der Note „Sehr gut“ bestanden. Daraufhin wurde er am 1. Juli 1929 zum Polizeisekretär befördert. Vermutlich war er schon sehr frühzeitig, etwa ab 1925, in der Münchner Politischen Polizei, der dortigen Abteilung VI, eingesetzt und mit der Bekämpfung kommunistischer Organisationen betraut. Ein früherer Kollege beschrieb ihn als sachlichen und energischen Polizisten, der zielbewusst die ihm gestellten Aufgaben erfüllte, insgesamt „ein gut qualifizierter Beamter der Weimarer Republik“.
Als Heinrich Himmler und Reinhard Heydrich wenige Wochen nach der nationalsozialistischen Machtergreifung im Frühjahr 1933 die Kontrolle über die bayerische Polizei übernommen hatten, wurde Müller in die im März 1933 neugegründete Bayerische Politische Polizei (BPP) übernommen, die sich die Bekämpfung der weltanschaulichen Gegner der Nationalsozialisten im bayerischen Raum vorgenommen hatte. Nach der Ernennung Heydrichs zum Leiter des Geheimen Staatspolizeiamtes in Berlin – und damit zum Leiter der Politischen Polizei in Preußen als dem weitaus größten deutschen Teilstaat – im April 1934 nahm er mehrere seiner Mitarbeiter aus der Bayerischen Politischen Polizei mit nach Berlin. Die sogenannte Bajuwaren-Brigade mit Müller, Reinhard Flesch, Josef Meisinger, Jakob Beck und Franz Josef Huber festigte Heydrichs Position im Geheimen Staatspolizeiamt (Gestapa).
Dort übernahm Müller, der zu dieser Zeit auch in die SS eintrat (SS-Nummer 107.043), zusammen mit seinem ehemaligen Münchener Vorgesetzten Flesch zunächst die Gesamtleitung der Unterabteilung II 1 sowie die Leitung der Referate II 1 A („Kommunistische und Marxistische Bewegung und deren Nebenbewegungen“) und II 1 H („Angelegenheiten der Partei und der ihr angeschlossenen Verbände“). Infolge der Rückkehr Fleschs nach München 1935 übernahm er von ihm auch die Leitung des Referates II 1 B („Konfessionelle Verbände, Juden, Freimaurer, Emigranten“). 1936 wurde Müller schließlich zum stellvertretenden Chef des Amtes Politische Polizei im Hauptamt Sicherheitspolizei ernannt, in dem das Gestapa im Zusammenhang mit der fortschreitenden Bündelung der polizeilichen Machtmittel zu dieser Zeit aufging.
1939 inszenierte er den angeblichen Überfall polnischer Soldaten auf den Rundfunksender Gleiwitz, der Hitler den Vorwand zum Überfall auf Polen lieferte. Ab Oktober 1939 war er Chef des Amtes IV (Gestapo) des Reichssicherheitshauptamtes im Rang eines SS-Oberführers, sein letzter Rang war ab November 1941 SS-Gruppenführer und Generalleutnant der Polizei.
Als Leiter der Gestapo war Müller an nahezu allen Kriegsverbrechen führend beteiligt, die im Reichssicherheitshauptamt geplant, vorbereitet und organisiert wurden.
Ab Anfang September 1939 gab er Anweisungen zur „Sonderbehandlung“ (Ermordung) politischer Gegner. Er übermittelte am 5. April 1945 dem Kommandanten des KZ Dachau, Eduard Weiter, den von Hitler erteilten Mordbefehl am Widerstandskämpfer Georg Elser.
Haupttäter bei der NS-Judenverfolgung
1939 trat Müller der NSDAP (Mitgliedsnummer 4.583.199) bei und wurde Geschäftsführer der „Reichszentrale für jüdische Auswanderung“. Sie organisierte die Ausraubung und Deportation von Juden aus Deutschland, die zunächst diskriminiert, dann beraubt und ermordet wurden.
Am 20. Januar 1942 war er einer von 15 hochrangigen Teilnehmern an der Wannseekonferenz in Berlin. Ihm unterstand auch das von Adolf Eichmann geleitete „Judenreferat“ (IV B 4). An der Planung und Ausführung des Völkermords an den Juden in der Sowjetunion war er bis ins Detail beteiligt. Müller formulierte in Reinhard Heydrichs Auftrag Befehle an die Einsatzgruppen und war für die Abfassung der „Ereignismeldungen“ zuständig, zu denen die Berichte der SS-Einsatzgruppen zusammengefasst wurden. Müller war einer der mächtigsten Schreibtischtäter des NS-Regimes.

## Verbleib nach Kriegsende
Müller gilt seit Mai 1945 als verschollen. Nach den Angaben von sechs Zeugen, die 1961 von der westdeutschen Polizei vernommen wurden, wurde Müller zuletzt am 1. und 2. Mai 1945 – nach Hitlers Suizid – in der Reichskanzlei gesehen. Als wahrscheinlich gilt ein Tod Müllers beim Fall Berlins Anfang Mai 1945.
Berichte, Müller sei Ende April 1945 per Flugzeug in die Schweiz geflohen und habe später in Südamerika für US-amerikanische Geheimdienste gearbeitet, beruhen auf einem Buch, das 1996 im rechtsextremen Druffel-Verlag erschien. Das Buch enthält Quellenfälschungen, weist zahlreiche Widersprüche auf und ist „voller Verharmlosungen der NS-Vernichtungspolitik und zugleich voll von Herabwürdigungen der Opfer des NS-Regimes“.
Der Chef des SD-Auslandsnachrichtendienstes, Walter Schellenberg, gilt als einer der Urheber von Gerüchten, wonach Müller bereits vor 1945 für die UdSSR gearbeitet habe und per Funk in Kontakt mit sowjetischen Geheimdiensten stand. Schellenberg, dem eine erbitterte Rivalität mit Müller nachgesagt wird, äußerte derartige Vermutungen 1945 in Vernehmungen durch den US-amerikanischen Nachrichtendienst OSS. Schellenbergs Angaben wurden sowohl von Ernst Kaltenbrunner, Müllers direktem Vorgesetzten, als auch von seinem Untergebenen Heinz Pannwitz bestritten. Heinz Pannwitz, selbst mehrere Jahre in sowjetischer Haft, erklärte hingegen 1959 gegenüber der CIA, ihm sei bei Verhören in der UdSSR wiederholt gesagt worden, Müller sei tot.
Unterlagen der CIA zu Müller wurden gemäß dem „Nazi War Crimes Disclosure Act of 1998“ am 26. September 2000 freigegeben. Die Akten wurden mittlerweile im Auftrag der US-Regierung von einer Gruppe von Historikern ausgewertet. Nach den Unterlagen war unmittelbar nach Kriegsende die Ergreifung Müllers von hoher Bedeutung, dennoch gelang es nicht, ihn aufzuspüren. Die Suche wurde auch durch die Häufigkeit des Familiennamens Müller erschwert. Die meisten Berichte deuteten darauf hin, dass der Gesuchte sich bei Kriegsende in Berlin aufgehalten hatte. Eine 1947 durchgeführte Hausdurchsuchung bei der Geliebten Müllers brachte keinerlei Hinweise, dass Müller damals noch lebte. Bei Beginn des Kalten Krieges gingen die US-Nachrichtendienste vom Tod Müllers aus.
Nach der Entführung Adolf Eichmanns aus Argentinien nach Israel im Mai 1960 geriet der Verbleib Müllers wieder in das öffentliche Interesse. Verwandte Müllers, seine Geliebte sowie seine ehemalige Sekretärin wurden observiert und verhört. Hausdurchsuchungen erbrachten keine Hinweise darauf, dass Müller – wie von der westdeutschen Polizei vermutet – im Ausland lebe und mit seinen Angehörigen in Kontakt stehe. Im September 1963 stieß die Polizei auf ein vermeintliches Grab Müllers auf dem Berliner Friedhof Lilienthalstraße. Die Untersuchung der aufgefundenen sterblichen Überreste ergab, dass es sich nicht um Müller handeln könne. Hinweisen auf eine Beerdigung Müllers in einem Massengrab auf dem jüdischen Friedhof Berlin-Mitte wurde nicht nachgegangen, da dieses im Ostteil Berlins lag. Etwa zeitgleich nahm die CIA ihre Nachforschungen zu Müller wieder auf: Überläufer aus dem Ostblock berichteten, Müller sei nach Kriegsende verhaftet und in die UdSSR gebracht worden. Ebenfalls in den 1960er Jahren erschienen unterschiedliche Zeitungsberichte, die Müller in Rumänien, Albanien, Südafrika oder Südamerika vermuteten. Ein im Dezember 1971 entstandener CIA-Bericht ging von einer Desinformationskampagne der östlichen Seite im Kalten Krieg aus. Unmittelbar nach Kriegsende sei nicht mit dem nötigen Nachdruck nach Müller gesucht worden. Es gebe deutliche Hinweise, aber keine Beweise, dass Müller mit der sowjetischen Seite zusammengearbeitet habe. Ebenso gebe es deutliche Hinweise, dass Müller 1945 in Berlin gestorben sei, so der CIA-Bericht.
Nach Angaben von Johannes Tuchel, Leiter der Gedenkstätte Deutscher Widerstand, starb Müller kurz vor Kriegsende: Die Auswertung zeitgenössischer Dokumente bestätige, dass seine Leiche im August 1945 in einem provisorischen Grab in der Nähe des ehemaligen Reichsluftfahrtministeriums aufgefunden, eindeutig identifiziert und anschließend in Berlin in einem Massengrab auf dem 1943 auf Anweisung der Gestapo abgeräumten jüdischen Friedhof in der Großen Hamburger Straße beigesetzt wurde. Bereits 1996 hatte der Historiker Andreas Seeger in seiner Dissertation „Gestapo-Müller“, die Karriere eines Schreibtischtäters die Aussage von Walter Lüders, einem Angehörigen eines zur Leichenbeseitigung eingesetzten Beerdigungskommandos, veröffentlicht. Lüders gab an, dass er den Leichnam Müllers nach eingehender Sichtung der mitgeführten Gegenstände („Ich habe auch den Ausweis mit eigenen Augen gesehen, und ich entsinne mich sicher, daß dieser auf den Namen Heinrich Müller ausgestellt war.“) zu dem erwähnten Friedhof gebracht und dort im mittleren Massengrab bestattet habe.